# ウルヴァリン (コミック作品)
『ウルヴァリン』（Wolverine）は、X-メンのメンバーであるウルヴァリンを主題としたマーベルコミックスのコミック・ブックであり、複数存在する。2013年4月時点で通算で323号、月刊号が11号出版されている。

## 出版史

### 第1期
最初の『ウルヴァリン』誌はリミテッド・シリーズであり、脚本をクリス・クレアモントが執筆し、フランク・ミラーがペンシラー、トム・オルゼチョフスキーがインカー、グリニス・ウェインがカラーリスト、ルイーズ・サイモンソンがエディターを務めた。マーベルコミックスより1982年9月から12月までに全4号が出版された。物語はウルヴァリンが矢志田真理子と婚約に至るまでの出来事を描いている。

### 第2期
1988年から2003年までにオンゴーイング・シリーズとして全189号が出版された。脚本は引き続いてクリス・クレアモントが執筆し、ペンシラーはジョン・ビュッセマが務める。クレアモントはシリーズを「スーパー・ヒロイックというよりもむしろ、コナンにテリーと海賊を組み合わせたようなハイ・アドベンチャー」であると説明した。
シリーズの脚本にはクレアモントの他に、ピーター・デヴィッド、アーチー・グッドウィン、ジョー・ダフィ、ラリー・ハマ、ウォーレン・エリス、トッド・デザゴ、エリック・ラーセン、スティーブ・スクロース、ロブ・リーフィルド、フランク・ティエリ、マット・ニクソン、ダニエル・ウェイなどが参加した。

### 第3期
2003年より刊行された第3期シリーズは「Dark Reign」（2008年 - 2009年）のストーリー展開を受け、2009年の第75号より『Dark Wolverine』に改題され、ウルヴァリンの息子のダケンが主人公となった。第3期シリーズは第90号を以て終了した。ウルヴァリンの活躍は第3期第73号と同月に始まった『Wolverine: Weapon X』へと続いた。第3期第73号と第74号は2部構成であり、一方を『Wolverine: Weapon X』のジェイソン・アーロン、もう一方を『Wolverine: Origins』のダニエル・ウェイが脚本を執筆し、「ダーク・レイン」の完結へと続いた。

### 第4期
第4期シリーズは2010年9月に新たに第1号から始まった。第20号の後、第2期以降のオンゴーイング・シリーズのナンバリングと繋げて第300号となった。この際、『Wolverine: Weapon X』の計16号が主要なウルヴァリン作品扱いとなり、『Dark Wolverine』第75-90号（計15号）は加算されない。したがって、第2期が1-189号、第3期が1-74号で通算190-263号、『Weapon X』が1-16号で通算264-279号、第4期が1-20号で通算280-299号となり、第4期第21号が通算300号である。
第4期シリーズはマーベル・NOW!のために2012年12月に第317号で終了した。

### 第5期
マーベル・NOW!・リランチにより第4期シリーズは第317号を以て終了し、2013年3月に新たに第5期シリーズが始まった。クリエイティブ・チームにはポール・コーネルとアラン・デイヴィスが参加している。
また2013年1月に新シリーズ『Savage Wolverine』が始まった。このタイトルではウルヴァリンと他のマーベルキャラクターがチームを組む。

## コレクテッド・エディション
| タイトル                                              | 収録作品 | 出版日                    | ISBN                                  |
| ----------------------------------------------------- | --- | ------------------------- | ------------------------------------- |
| Wolverine                                             | Wolverine #1-4 | 1995年7月                 | 978-0871352774                        |
| Wolverine by Claremont and Miller                     | Wolverine #1-4; Uncanny X-Men #172-173 | 2009年3月 2007年1月       | SC: 978-0785137245 HC: 978-0785123293 |
| The Best of Wolverine, Vol. 1                         | Wolverine #1-4; Marvel Comics Presents #72-84; The Incredible Hulk #181; Uncanny X-Men #205; Captain America Annual #8 | 2004年10月                | 978-0785113706                        |
| Wolverine Omnibus, Vol. 1                             | Wolverine #1-4; Wolverine vol. 2, #1-10; Marvel Comics Presents #1-10, 72-84; The Incredible Hulk #180-182, 340; Marvel Treasury Edition #26; Best of Marvel Comics (HC); Kitty Pryde and Wolverine #1-6; Spider-Man vs. Wolverine #1; Marvel Age Annual #4; Punisher War Journal #6-7; Uncanny X-Men #172-173 | 2009年4月                 | 978-0785134770                        |
| Wolverine Classic, Vol. 1                             | Wolverine vol. 2, #1-5 | 2005年4月                 | 978-0785117971                        |
| Wolverine Classic, Vol. 2                             | Wolverine vol. 2, #6-10 | 2005年9月                 | 978-0785118770                        |
| Wolverine Classic, Vol. 3                             | Wolverine vol. 2, #11-16 | 2006年5月                 | 978-0785120537                        |
| Wolverine Classic, Vol. 4                             | Wolverine vol. 2, #17-23 | 2006年9月                 | 978-0785120544                        |
| Essential Wolverine, Vol. 1 (b&w)                     | Wolverine vol. 2, #1-23 | 2009年2月                 | 978-0785135661                        |
| Wolverine Classic, Vol. 5                             | Wolverine vol. 2, #24-30 | 2007年9月                 | 978-0785127390                        |
| Essential Wolverine, Vol. 2 (b&w)                     | Wolverine vol. 2, #24-47 | 2002年3月                 | 978-0785105503                        |
| Wolverine Legends, Vol. 6: Marc Silvestri             | Wolverine vol. 2, #31-34, 41-42, 48-50 | 2004年5月                 | 978-0785109525                        |
| Essential Wolverine, Vol. 3 (b&w)                     | Wolverine vol. 2, #48-69 | 2002年3月                 | 978-0785105954                        |
| Essential Wolverine, Vol. 4 (b&w)                     | Wolverine vol. 2, #70-90 | 2006年5月                 | 978-0785120599                        |
| X-Men: Fatal Attractions                              | Wolverine vol.2 #75; (Plus X-Factor #92; X-Force #25; Uncanny X-Men #304; X-Men #25; Excalibur #71) | 2000年8月                 | 0-7851-0748-7                         |
| Essential Wolverine, Vol. 5 (b&w)                     | Wolverine vol. 2, #91-110, Annual '96; Uncanny X-Men #332 | 2008年12月                | 978-0785130772                        |
| Origin of Generation X: Tales of the Phalanx Covenant | Wolverine vol. 2 #85; Cable (vol. 1) #16; (PlusUncanny X-Men #316-317; Generation X #1 and more) | 2001年6月                 | 0-7851-0216-7                         |
| X-Men: The Complete Onslaught Epic Vol. 2             | Wolverine vol.2 #104; (PlusX-Factor #125-126; X-Man #17; X-Men #55; Uncanny X-Men #336; X-Force #58 and more) | 2008年6月                 | 0-7851-2824-7                         |
| X-Men: Zero Tolerance                                 | Wolverine, vol. 2 #115–118 (plus X-Men, vol. 2 #65–70,X-Force, vol. 1 #67–69 and more) | 2001年3月                 | 0-7851-0738-X                         |
| Wolverine: Not Dead Yet                               | Wolverine vol. 2, #119-122 | 1998年12月 2009年5月      | SC: 978-0785107040 HC: 978-0785137665 |
| X-Men Vs. Apocalypse Vol. 1: The Twelve               | Wolverine vol. 2 #146-147 (plus Uncanny X-Men #376-377; Cable #75-76; X-Men #96-97) | 2007年3月                 | 0-7851-2263-X                         |
| X-Men: Powerless                                      | Wolverine vol.2 #149 (plus Uncanny X-Men #379-380; Cable #78; X-Force #101; X-Men #99) | 2010年8月                 | 0-7851-4677-6                         |
| Wolverine: Blood Debt                                 | Wolverine vol. 2, #150-153 | 2001年7月                 | 978-0785107859                        |
| Wolverine: The Best There Is                          | Wolverine vol. 2, #159-161, 167-169 | 2002年9月                 | 978-0785110071                        |
| Wolverine: The Return of Weapon X                     | Wolverine vol. 2, #159-176, Annual 2000-2001 | 2013年10月                | 0785185232                            |
| Wolverine/Deadpool: Weapon X                          | Wolverine vol. 2, #162-166; Deadpool #57-60 | 2002年8月                 | 978-0785109181                        |
| Wolverine Legends, Vol. 3: Law of the Jungle          | Wolverine vol. 2, #181-186 | 2003年3月                 | 978-0785111351                        |
| Wolverine, Ultimate collection: Greg Rucka            | Wolverine vol. 3, #1-19 | 2012年1月                 | 978-0785158455                        |
| Wolverine, Vol. 1: The Brotherhood                    | Wolverine vol. 3, #1-6 | 2004年2月                 | 978-0785111368                        |
| Wolverine, Vol. 2: Coyote Crossing                    | Wolverine vol. 3, #7-11 | 2004年5月                 | 978-0785111375                        |
| Wolverine, Vol. 3: Return of the Native               | Wolverine vol. 3, #12-19 | 2004年10月                | 978-0785113973                        |
| Wolverine: Enemy of the State, Vol. 1                 | Wolverine vol. 3, #20-25 | 2006年10月 2005年5月      | SC: 978-0785114925 HC: 978-0785118152 |
| Wolverine: Enemy of the State, Vol. 2                 | Wolverine vol. 3, #26-32 | 2006年6月 2005年12月      | SC: 978-0785116271 HC: 978-0785119265 |
| Wolverine: Enemy of the State Ultimate Collection     | Wolverine vol. 3, #20-32 | 2008年6月 2006年10月      | SC: 978-0785133018 HC: 978-0785122067 |
| Wolverine: Origins and Endings                        | Wolverine vol. 3, #36-40 | 2006年12月 2006年5月      | SC: 978-0785119791 HC: 978-0785119777 |
| Wolverine: Blood and Sorrow                           | Wolverine vol. 3, #41, 49; Giant-Size Wolverine #1; X-Men Unlimited #12 | 2007年7月                 | 978-0785126072                        |
| Wolverine: Civil War                                  | Wolverine vol. 3, #42-48 | 2007年5月                 | 978-0785119807                        |
| Wolverine: Evolution                                  | Wolverine vol. 3, #50-55 | 2008年3月 2007年11月      | SC: 978-0785122562 HC: 978-0785122555 |
| Wolverine: The Death of Wolverine                     | Wolverine vol. 3, #56-61 | 2008年7月 April 2008年4月 | SC: 978-0785126126 HC: 978-0785126119 |
| Wolverine by Jason Aaron Omnibus, Vol. 1              | Wolverine vol. 3, #56, 62-64; Wolverine: Weapon X #1-16; Wolverine: Manifest Destiny #1-4; Dark Reign: The List - Wolverine; backup stories from Wolverine vol. 2, #175; Wolverine vol. 3, #73-74; Dark X-Men: The Beginning #3                                                                                | 2011年10月                | HC: 978-0785156390                    |
| Wolverine: Get Mystique                               | Wolverine vol. 3, #62-65 | 2008年8月                 | 978-0785129639                        |
| Wolverine: Old Man Logan                              | Wolverine vol. 3, #66-72; Wolverine: Old Man Logan Giant-Size | 2010年9月 2009年10月      | SC: 978-0785131724 HC: 978-0785131595 |
| Wolverine: Weapon X, Vol. 1: The Adamantium Men       | Wolverine vol. 3, #73-74; Wolverine: Weapon X #1-5 | 2010年4月 2009年11月      | SC: 978-0785141112 HC: 978-0785140177 |
| Dark Wolverine, Vol. 1: The Prince                    | Wolverine vol. 3, #73-74 (back stories); Dark Wolverine #75-77 | 2010年3月 2009年11月      | SC: 978-0785138662 HC: 978-0785139003 |
| Dark Wolverine, Vol. 2: My Hero                       | Dark Wolverine #78-81 | 2010年3月                 | SC: 978-0785138679 HC: 978-0785139775 |
| Siege: X-Men                                          | Dark Wolverine #82-84; New Mutants vol. 2, #11; Siege: Storming Asgard - Heroes & Villains | 2010年12月 2010年8月      | SC: 978-0785148166 HC: 978-0785148159 |
| Wolverine: Origins, Vol. 9: The Reckoning             | Dark Wolverine #85-87; Wolverine: Origins #46-50 | 2010年10月                | HC: 978-0785139782                    |
| House of M: World of M, Featuring Wolverine           | Wolverine vol. 3, #33-35; Black Panther vol. 4, #7; Captain America vol. 5, #10; The Pulse #10 | 2006年3月                 | 978-0785119227                        |
| X-Men vs. Apocalypse, Vol. 1: The Twelve              | Wolverine vol. 2, #146-147; Cable #73-76; Uncanny X-Men #376-377; X-Men #96-97 | 2008年3月                 | 978-0785122630                        |
| X-Men vs. Apocalypse; Vol. 2: Ages of Apocalypse      | Wolverine vol. 2, #148; Cable #77; Uncanny X-Men #378, Annual '99; X-51 #8; X-Men #98; X-Men Unlimited #26; X-Men: The Search for Cyclops #1-4 | 2008年9月                 | 978-0785122647                        |
| Wolverine Goes to Hell                                | Wolverine vol. 4, #1-5 | 2011年2月                 | 978-0785147848                        |
| Wolverine vs. the X-Men                               | Wolverine vol. 4, #5.1, 6-9 | 2011年9月                 | HC: 978-0785147862                    |
| Wolverine: Wolverine's Revenge                        | Wolverine vol. 4, #10-16 | 2011年11月                | HC: 978-0785152798                    |
| Wolverine: Goodbye, Chinatown                         | Wolverine vol. 4, #17-20 | 2012年4月                 | HC: 978-0785161417                    |
| Wolverine: Back in Japan                              | Wolverine Vol. 2 #300-304 | 2013年1月                 | 0785161449                            |
| Wolverine: Rot                                        | Wolverine Vol. 2 #305-309 | 2013年3月                 | 0785161465                            |
| Wolverine: Sabretooth Reborn                          | Wolverine Vol. 2 #310-313 | 2013年2月                 | 978-0785163251                        |
| Wolverine: Covenant                                   | Wolverine Vol. 2 #314-317 | 2013年4月                 | 978-0785164678                        |
| Wolverine Vol. 1: Hunting Season                      | Wolverine Vol. 5 #1-6 | 2013年9月                 | 978-0785183969                        |

### 日本語版
| タイトル     | 収録作品                               | 出版社             | 翻訳者   | 出版日    | ISBN       |
| ------------ | -------------------------------------- | ------------------ | -------- | --------- | ---------- |
| ウルヴァリン | Wolverine #1-4; Uncanny X-Men #172-173 | ヴィレッジブックス | 秋友克也 | 2013年8月 | 4864910804 |

## 登場人物
ウルヴァリン（Wolverine）

### 1980年代から登場するキャラクター
雪緒（Yukio）
1982年初登場のキャラクター。
『ウルヴァリン (アニメ)』及び『ウルヴァリン:SAMURAI』では主要人物の一人として登場。長い赤髪をしている。
矢志田 信玄（Shingen Yashida）
1982年初登場のキャラクター。
『ウルヴァリン (アニメ)』及び『ウルヴァリン: SAMURAI』では主要人物の一人として登場する。声優は柴田秀勝。木剣でも切れる力を持つ。
Ogun
『Kitty Pryde and Wolverine』で初登場したキャラクター。ウルヴァリンの指導教官だった時期もある。
ブラッドスクリーム（Bloodscream）
1989年初登場のキャラクター。吸血鬼。
Roughouse
1989年初登場のキャラクター。
シルバーフォックス（Silver Fox）
1989年初登場のキャラクター。
『ウルヴァリン:X-MEN ZERO』ではヒロインとして登場。

### 1990年代から登場するキャラクター
Spore
1990年初登場のキャラクター。
アルバート（Albert）
1991年初登場のキャラクター。ウルヴァリンのロボット工学による複製。
Elsie-Dee
1991年初登場のキャラクター。
Shiva
1992年初登場のキャラクター。
ケストレル（Kestrel）
1992年初登場のキャラクター。
『ウルヴァリン: X-MEN ZERO』では「ジョン・ライス」という名前で登場。
キメラ（Chim）
1996年初登場のキャラクタ

### 2000年代から登場するキャラクター
ミスターエックス（Mister X）
2001年初登場のキャラクター。
Brent Jackson
2001年初登場のキャラクター。
マルコム・コルコード（Malcolm Colcord）
2001年初登場のキャラクター。
ドッグ・ローガン（Dog Logan）
2001年初登場のキャラクター。トーマス・ローガンの息子。
トーマス・ローガン（Thomas Logan）
2001年初登場のキャラクター。ドッグ・ローガンの父親。口汚い酒飲み。
『ウルヴァリン: X-MEN ZERO』では物語の始まりに登場する。演じるのはアーロン・ジェフリー。
Native
2004年初登場のキャラクター。
ゴーゴン（Gorgon）
本名：トミ・シシド
2004年初登場のキャラクター。ヒドラという組織のメンバーでもある。
日本人のミュータント。ゴーゴンの名前通り、見た相手を石化させる能力を持つ。ほか、刀を使う剣術も得意とし、マーベル世界において近接格闘に高い技量を持つエレクトラを苦も無く倒し、ウルヴァリンすら格闘戦では「勝てない」とした程の腕前。
その能力により、一時的にヒドラを乗っ取り、支配者となった。
『ダークアベンジャーズ』にも登場しており、新しいダークアベンジャーズのメンバーの一人となった。
ロミュラス（Romulus）
2007年初登場のキャラクター。
長年に渡ってウルヴァリンの人生を操作して、ウルヴァリンに苦悩を与え続けてきた人物。ウルヴァリンにプロフェッサーX暗殺を命じる強い暗示を与えたことにより、ウルヴァリンの記憶の著しい欠損を招く原因を作った。
猿から進化したホモサピエンスとは異なる、狼から進化したホモルパス＝ルピン一族の王。
ウルヴァリンに酷似した風貌をしているが、より大柄で年老いており爪の生えた義手を用いている。
最後はウルヴァリンに殺された。
ダケン（Daken）
本名：不詳（養親からはアキヒロと命名）
2007年初登場のキャラクター。
1940年代の日本で、当時の妻イツとの間に生まれたウルヴァリンの息子。ヒーロー・ヴィランのどちらにも所属しない独自性を持ち、両性愛者で薬物中毒という側面もある。
ウルヴァリンはウィンターソルジャーによってイツが殺された際に、胎内にいたダケンも殺されたものと勘違いしていたが、ダケンはヒーリングファクターを発動させ生存。その後救出され、仙台のアキヒラ、ナツミ夫婦の元で養子として育った。コードネームは幼少期に「駄犬」のように醜く汚いと蔑まされ、村中の人間にいじめられたことに由来する。過度のいじめにより、怒りが暴発した結果、自分をいじめた子供や彼を追放しようとした養父母までも惨殺するに至り、唯一救いの手を差し伸べたロミュラスの元で暗殺者として働くようになる。
ウルヴァリンと同じく、3本の爪（手の甲から2本、内側の手首から1本）とヒーリングファクターを持つミュータント。爪にはティンカラーによってヒーリングファクターを無効化するムラマサの破片が埋め込まれていたが、後にウルヴァリンによって剥奪された。
ロミュラスに洗脳され父が母イツを殺したと信じ込み、父を殺そうとしていたが、プロフェッサーXにより黒幕がロミュラスであることを知る。
ウルヴァリンとは真相を知ってからもその仲は円満とは言いがたい。
『ダークアベンジャーズ』にも登場し、表向きにはウルヴァリンを名乗っている。アスガルド襲撃後、ノーマン・オズボーンら主要なメンバーがアベンジャーズに敗れ捕らえられた中、脱出に成功する。

## 評価
IGNでは第1期シリーズのコレクテッド・エディションが「Must Have」評価となった

## 映像作品

### 実写映画シリーズ
『X-メン (映画シリーズ)』からのスピンオフ作品でもあるため、同シリーズのキャラクターも登場。ヒュー・ジャックマンがウルヴァリンを演じる。
ウルヴァリン:X-MEN ZERO（X-Men Origins: Wolverine）
2009年の映画。スピンオフシリーズの第1作。シルバー・フォックス、ケストレル（この映画では名前は「ジョン・ライス」）、トーマス・ローガンが登場する
ウルヴァリン:SAMURAI（The Wolverine）
2013年の映画。スピンオフシリーズの第2作。雪緒、矢志田 信玄が登場。第1期シリーズのストーリーが翻案されている。
LOGAN/ローガン (Logan)
2017年の映画。スピンオフシリーズの第3作。『Old Man Logan』を原作とし、ヒュー・ジャックマンのウルヴァリンはこれが最後となる。

### アニメーション作品
ウルヴァリン・アンド・ジ・X-メン（Wolverine and the X-Men）
2008年のテレビアニメのシリーズ。
ハルク バーサス（Hulk Versus）
2009年のアニメーション映画。
ウルヴァリン (アニメ)（Wolverine）
2011年1月から放送された日本のアニメ会社マッドハウスが制作した連続テレビアニメ作品。雪緒、矢志田 信玄が登場する。